# FK Energomach Belgorod
Maillots
L'Energomach Belgorod (en russe : «Энергомаш» Белгород) est un club de football russe basé à Belgorod fondé en 2014 et disparu en 2018.

## Histoire
Fondé en 2014 par l'entreprise locale Belenergomash, à qui il donne son appellation, le club se présente comme le successeur direct du Saliout Belgorod, qui a fait faillite la même année. Il fait ses débuts en championnat en intégrant la quatrième division russe, dont il est directement promu en terminant champion de la zone Tchernozem.
Découvrant ainsi la troisième division et le professionnalisme lors de la saison 2015-2016, le club termine pour sa première saison deuxième de la zone Centre derrière le FK Tambov. Après une quatrième position lors de l'exercice suivant, l'Energomach termine une nouvelle fois deuxième de son groupe, cette fois derrière l'Ararat Moscou, à l'issue de la saison 2017-2018. Le club annonce par la suite sa disparition au mois de juin 2018 tandis que le Saliout Belgorod est recréé dans la foulée.

## Bilan par saison
| Saison    | Championnat   | Championnat | Championnat | Championnat | Championnat | Championnat | Championnat | Championnat | Championnat | Championnat | Coupe de Russie     |
| Saison    | Division      | Pos         | Pts         | J           | V           | N           | D           | BP          | BC          | Diff        | Coupe de Russie     |
| --------- | ------------- | ----------- | ----------- | ----------- | ----------- | ----------- | ----------- | ----------- | ----------- | ----------- | ------------------- |
| 2014      | 4e Tchernozem | 1er         | 65          | 26          | 21          | 2           | 3           | 72          | 19          | +53         | —                   |
| 2015-2016 | 3e Centre     | 2e          | 46          | 26          | 13          | 7           | 6           | 28          | 16          | +12         | Premier tour        |
| 2016-2017 | 3e Centre     | 4e          | 41          | 24          | 12          | 5           | 7           | 47          | 24          | +23         | Seizièmes de finale |
| 2017-2018 | 3e Centre     | 2e          | 53          | 26          | 15          | 8           | 3           | 45          | 20          | +25         | Quatrième tour      |

Légende
- Promotion en division supérieure
- Relégation en division inférieure